# Godmersham

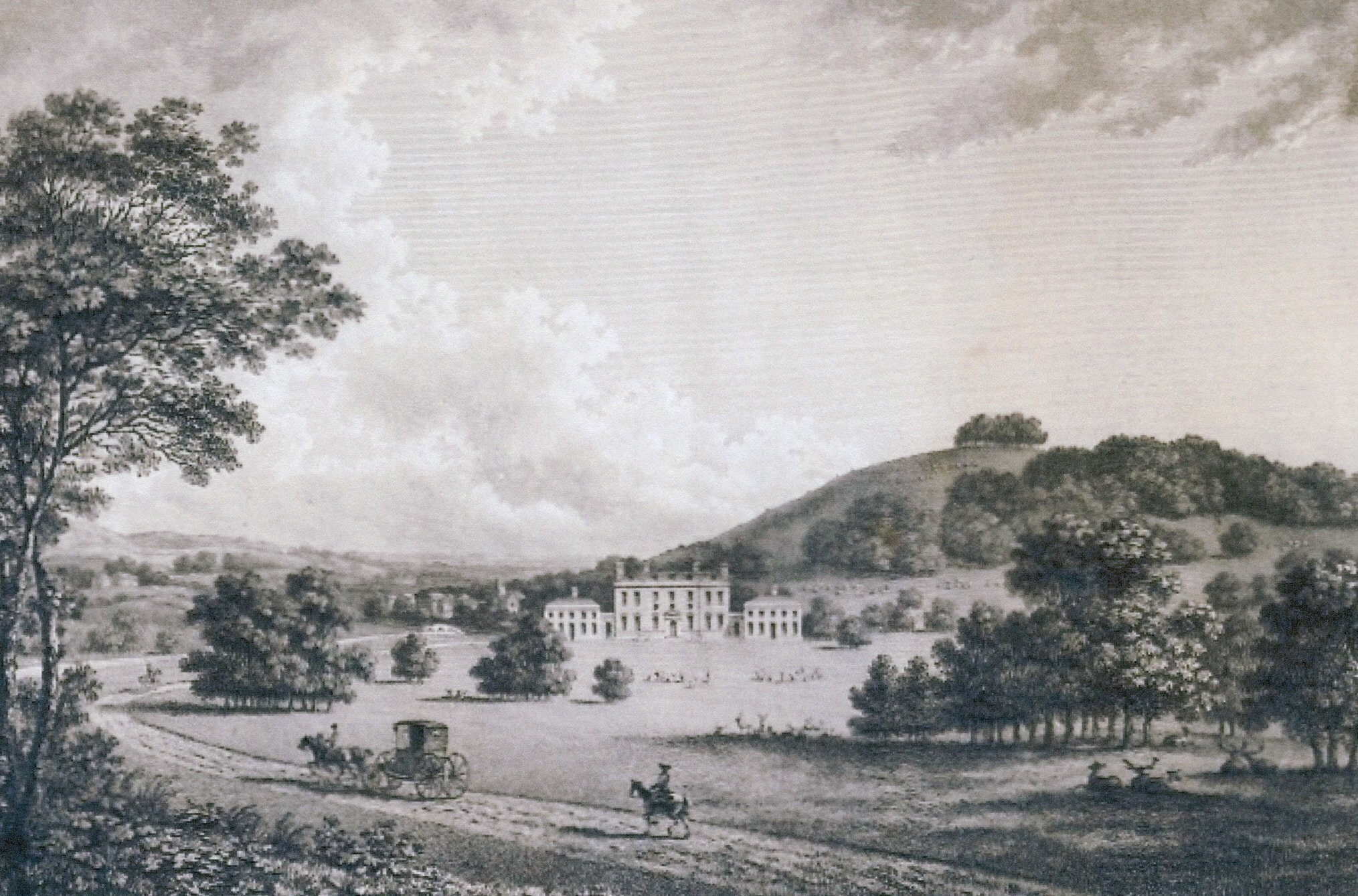
Godmersham Park, la demeure de Mr et Mrs Thomas Knight en 1779, l'année même où ils rencontrent Edward Austen, le frère de Jane Austen, qu'ils adoptent peu après.

Godmersham est un petit village et une paroisse civile dans le district d'Ashford dans le comté du Kent, en Angleterre. Le village, dont la population est actuellement de 366 habitants, est situé sur la rivière Stour, qui coupe à cet endroit les North Downs. Il se trouve à 6,4 km au nord-est d'Ashford, sur la route A28, à mi-chemin entre Ashford et Canterbury, dans une « zone de beautés naturelles » avec le chemin des North Downs et le chemin du Pèlerin, qui traverse la paroisse. 
La paroisse inclut à la fois le village de Godmersham lui-même et Bilting. Elle partage beaucoup de ses activités avec la paroisse voisine de Crundale, dans le Kent, une paroisse plus petite située à l'est.
L'ancienne église paroissiale est consacrée à Saint Laurent Martyr. Elle est en partie saxonne, et en partie normande du  XIIe siècle. Elle a été restaurée en 1864, et contient une sculpture considérée comme une des toutes premières représentations de Thomas Becket.

## Histoire

### Premières traces
Les premières traces que l'on conserve de Godmersham datent de 824, lorsque Beornwulf, roi de Mercie, donne Godmersham à Wulfred, archevêque de Canterbury. Le village figure également dans le Domesday Book. On croit savoir que Bilting est encore plus ancien. 
Bien qu'un nombre significatif de résidents travaillent encore dans l'agriculture, la zone est devenue récemment dans une large mesure un dortoir pour les gens qui travaillent à Ashford, à Canterbury, ou encore plus loin. Beaucoup font la navette quotidienne par le train avec Londres, à partir de la station de Wye, toute proche. L'école du village dans The Street a été fermée en 1946, et l'agence postale en 1982. Il y a bien longtemps qu'il n'y a plus de pub à Godmersham, ce qui en fait une des rares paroisses « à sec » du pays.

### Godmersham Park House
Godmersham Park House a été construite en 1732, pour devenir finalement la propriété d'Edward Austen, le frère de Jane Austen, dès 1797. Il prend le nom de Knight, pour lui-même et sa famille, après la mort de sa mère adoptive, Catherine Knight, née Knatchbull, en 1812. 
Il est parfois avancé que le presbytère de Godmersham, tenu à partir de 1811 par le Révérend J. G. Sherer, aurait pu être le modèle de Hunsford, le presbytère de Mr Collins, dans Orgueil et Préjugés. Le Révérend Sherer désapprouve beaucoup l'image des clergymen que donnent les romans de Jane Austen, et critique en particulier vivement Emma à cet égard,. On dit également que l'école de Godmersham pourrait avoir inspiré la East Room de Mansfield Park. 
Le schéma de l'adoption d'Edward Austen, devenu l'héritier du nom et du domaine des Knight, se retrouve dans un autre roman de Jane Austen, Emma, où Frank Weston devient Frank Churchill, l'héritier de la fortune et du nom des Churchill ; mais lui-même n'est réellement libéré de la tutelle de ses parents adoptifs qu'à la mort de Mrs Churchill.

## Personnalités
- Stephen Rumbold Lushington (1776-1868), un politicien conservateur anglais et administrateur en Inde, est né à Godmersham.